# Olga Kapranova
Olga Sergeyevna Kapranova, em russo: Ольга Сергеевна Капранова, conhecida mundialmente por Olga Kapranova (Moscou, 6 de dezembro de 1987), é uma ex-ginasta russa que competiu em provas de ginástica rítmica. Kapranova detém um total de doze medalhas em Campeonatos Mundiais de Ginástica Rítmica, sendo dez delas de ouro, uma de prata e outra de bronze.
Sergeyevna fez parte da equipe russa que disputou e ganhou a vigésima sexta edição do Campeonato Mundial de Ginástica Rítmica em Budapeste, na Hungria, em 2003.
Olga atingiu o apogeu de sua carreira em 2005, durante Campeonato Mundial de Baku, no Azerbaijão. Na competição, a russa conquistou dentre outros títulos o de campeã mundial no concurso geral, superando, naquela ocasião, a vice-campeã olímpica Irina Tchachina e Anna Bessonova, bronze e prata, respectivamente.

## Biografia
Filha de Sergei Kapranov e Galina Vasyukov, nascida em 6 de dezembro de 1987, em Moscou, Rússia, Olga Kapranova iníciou na prática do esporte em 1994, aos sete anos de idade, de uma forma "acidental". Devido ao seu "baixo desempenho" em uma competição de natação, da qual participara quando era pequena, sua mãe decidiu lhe tirar do esporte, por acreditar que aquela não era a vocação de sua filha. Galina a matriculou em um curso de balé, mas Kapranova não tinha "jeito" nem "classe" para o ofício: "eu fui para o balé só para não ficar esperar minha irmã mais velha (que também praticava balé) no corredor com minha mãe". Após sair do balé, Olga foi para a música, não obtendo sucesso mais uma vez. Foi então que seus pais decidiram colocar a menina, na esperança de que ela pudesse ficar ali por pelo menos um par de anos, na ginástica.
| “ | Sim, eu era fascinada pela ginástica. E como poderia ser de outra forma? | ” |

Desde o início, Olga esteve sob os cuidados de Elena Nefedova, a qual foi sua treinadora até 2002, quando (Olga) foi convidada para treinar com Irina Virner. Kapranova entrou para a elite do país em 2003, aos 16 anos, e passou a integrar a equipe principal da Rússia, onde obteve bons resultados e despontou no cenário esportivo mundial.

## Carreira
Kapra, como é conhecida por familiares e amigos, sempre teve contato com a ginástica, uma vez que ela acompanhava sua irmã mais velha durante os treinos. Olga não apresentava as características físicas para a pratica do esporte, mas a treinadora de sua irmã, Elena Nefedova, incentivou a para que fizesse parte do seu grupo de treinamento. Foi a partir de então que ela começou a praticar o esporte.
Olga participou da edição do Vitry Cup que fora realizada na Espanha, em 2003. Essa fora a sua primeira competição internacional como sênior. A jovem de 16 anos não obteve resultados espetaculares, apenas conseguiu o quarto lugar no concurso geral. A partir daí, passou a integrar a equipe principal da Rússia, a qual representou até 2009 quando decidiu se aposentar por problemas com o corpo e outros.
Após a competição no memorial de Nina Vitrichenko, em 2003, a russa participou de outras competições internacionais que foram somadas ao seu currículo esportivo.  A Final da Copa do Mundo de Moscou, realizada em 2004, é uma delas. Nesta, conquistou três medalhas de bronze – arco, maças e fita -, além de ter sido sexta colocada na bola.
Em campeonatos europeus, a estreia da atleta foi em 2005. No início do mês de junho de 2005, disputou o Campeonato Europeu de Ginástica Rítmica que fora realizado em Moscou, Rússia. Na fase classificatória ficou com a segunda posição nos aparelhos bola, corda e maças. Na final, conseguiu a prata nos dois últimos e, com a nota de 17.025, ficou em primeiro lugar no aparato bola, que foi sua primeira medalha de ouro individual europeia como sênior.
Kapranova participou também da edição de Baku do campeonato europeu, em 2007. Nesse evento, a ginasta conquistou mais quatro medalhas. Na competição por equipes, mais um ouro foi conquistado por Olga e companhia. Nas finais por aparelhos, Olga esteve em três e em ambas conquistou medalhas: a primeira delas foi na final da corda, na qual terminou com a medalha de bronze por não conseguir superar a azeri Aliya Garayeva e a também russa Vera Sessina. Nas finais seguintes, seu desempenho foi melhor; na final do arco conquistou a medalha de ouro com a pontuação de 18.325 e, na decisão do aparelho maças, atingiu a mesma nota da primeira colocada, mas, pelo critério de desempate, ficou em segundo lugar.
Por fim, em 2008 e 2009 Kapranova participou de mais dois campeonatos da Europa: Em 2008, na edição  realizada na Itália, Olga conquistou sua última medalha individual europeia: o bronze na final all around, perdendo as primeiras posições para Yevgeniya Kanayeva e Anna Bessonova. Já em 2009, na sua despedida dos campeonatos europeus, a russa não teve um desempenho notável, como nas edições anteriores. A ginasta conquistou, junto de Kanaeva e Vera Sessina, a medalha de ouro na disputa entre equipes. A prata ficou para as donas da casa, as azerbaijanas e o terceiro lugar foi conquistado pela dupla ucraniana. Na disputa por aparelhos, Olga conseguiu vaga para disputar apenas uma: a da bola. Mesmo tendo sido neste aparelho que a atleta conquistou, em 2005, sua primeira medalha de ouro em campeonatos europeus, ela não conseguiu figurar entre as três primeiras e encerrou sua participação na competição com uma medalha de ouro e um quarto lugar na referida final.

## Campeonato Mundial de Ginástica Rítmica

### Budapeste 2003
Na cidade húngara de Budapeste, em sua estreia em Campeonatos Mundiais, aos dezesseis anos de idade, Olga competiu ao lado de Alina Kabaeva, Irina Tchachina e Vera Sessina. Kapranova conquistou o direito de integrar a equipe principal russa após classificar-se em quarto lugar na final individual geral da Vitry Cup em 2003. Neste campeonato Mundial, Olga, que classificou-se para uma úncia final, a por equipes, conquistou a medalha de ouro, ficando à frente das ucranianas e das bielorrussas, que conquistaram, respectivamente, as medalhas de prata e bronze.

### Baku 2005
Em sua segunda participação em Mundiais, etapa esta realizada na cidade de Baku, mais cinco medalhas foram conquistadas pela ginasta.
A primeira medalha veio na competição por equipes onde, junto de Vera Sessina, Svetlana Puntitseva e Irina Tchachina, conquistou mais uma medalha de ouro por equipes. Na disputa do individual geral outra medalha para Olga. Com o somatório final de 66.350 a russa conquistou a sua segunda medalha de ouro da competição.
Mais tarde, na disputa por aparelhos, Olga se classificou para as finais da corda, bola, maças e fita, onde conquistou três medalhas de ouro e o quarto lugar, respectivamente. Esta fora a melhor participação de Kapranova em mundiais.

### Patras 2007
No Campeonato Mundial de Ginástica de 2007, em Patras - Grécia, Sergeyevna obteve bons resultados - conquistou cinco medalhas.
Na disputa por equipes, Olga esteve ao lado de Vera Sessina, Alina Kabaeva, e Yevgeniya Kanayeva. Mais uma vez e pela terceira consecutiva as russas ganharam o ouro na disputa por equipes. Mais tarde, na disputa do Individual Geral, classificada em primeiro lugar, Olga cometeu grandes falhas e com o score de 70,700 ficou em terceiro lugar, superada por Anna Bessonova e Vera Sessina. Classificada para três finais por aparelhos (corda, arco e maças), a russa conquistou o ouro no arco e nas maças e a prata na corda, Vera Sessina foi a campeã do aparelho corda.

### Mie 2009
Em 2009, Olga despediu-se dos campeonatos mundiais com a participação na edição de Mie, Japão. Nesta competição, a ginasta aos 22 anos, sofrendo com excesso de peso e tendo que competir contra meninas mais jovens e em forma, e conquistou o direito de disputar duas finais na fase classificatória.
Na final por equipes, o time russo, composto por Olga Kapranova, Daria Kondakova, Daria Dmitireva e Yevgeniya Kanayeva, conquistou mais uma medalha de ouro, ao atingir o somatório de 282,175, quase vinte pontos a frente da segunda colocada, a seleção bielorrussa; a equipe azerbaijana foi a terceira melhor dessa final, 23,65 pontos atrás da Rússia.
Classificada com a segunda melhor nota para a final do aparelho fita, a atleta fora a sétima a se apresentar e com vários erros na execução e perda do aparelho somou apenas 26,400, nota essa insuficiente para garantir vaga no pódio. Sendo assim, Kapranova terminou em sexto lugar nessa final.
Ao final deste evento, Olga encerrou sua participação em mundiais e totalizou doze medalhas, entre quatro participações.

## Jogos Olímpicos
Kapranova participou de uma única edição de Jogos Olímpicos, participação esta aconteceu em 2008 em Pequim, na China.

### Pequim 2008
Kapranova chegou a Pequim como uma das favoritas a conquistar a medalha de prata – Yevgeniya Kanayeva era cotada como a única favorita a ganhar o ouro. Na fase de classificação, Kapranova confirmou esse favoritismo, terminou em segundo lugar com o somatório da corda, do arco e das maças igual a 55, 025.
Durante a final, Olga manteve-se em segundo lugar durante as duas primeiras rotações - corda e arco -, mas uma queda e a perda do aparelho durante a série de maças fez com que sua nota não ultrapassasse os 16,950 nesse aparato. Na última rotação, a da fita, Kapranova abriu a competição. Fora a primeira a se apresentar e liderou até a terceira ginasta pisar no praticável, a ucraniana Anna Bessonova. Após isso, Olga foi mandada para o terceiro lugar por Inna Zhukova e depois da execução da série de Kanaeva, Sergeyevna terminou na quarta posição.
Não tendo conquistado nenhuma medalha, terminando em quarto lugar na final do all around, Kapranova encerrou sua única participação olimpíca.

## Principais resultados
| Ano  | Evento                                  | AA                | Equipe          | Corda.            | Arco.             | Bola.           | Maças.            | Fita.            |
| ---- | --------------------------------------- | ----------------- | --------------- | ----------------- | ----------------- | --------------- | ----------------- | ---------------- |
| 2003 | Vitry Cup                               | 4º                |                 |                   |                   |                 |                   |                  |
| 2003 | Campeonato Mundial de Ginástica Rítmica |                   | Medalha de ouro |                   |                   |                 |                   |                  |
| 2005 | Campeonato Europeu de Ginástica Rítmica |                   | Medalha de ouro | Medalha de prata  |                   | Medalha de ouro | Medalha de prata  |                  |
| 2005 | Jogos Mundiais                          |                   |                 | 6º                |                   | Medalha de ouro | Medalha de ouro   | 5º               |
| 2005 | Campeonato Mundial de Ginástica Rítmica | Medalha de ouro   | Medalha de ouro | Medalha de ouro   |                   | Medalha de ouro | Medalha de ouro   | 4º               |
| 2007 | Campeonato Europeu de Ginástica Rítmica |                   | Medalha de ouro | Medalha de bronze | Medalha de ouro   |                 | Medalha de prata  |                  |
| 2007 | Copa do Mundo - Ljubljana               |                   |                 |                   | Medalha de bronze |                 | Medalha de bronze | Medalha de prata |
| 2007 | Copa do Mundo - Kiev                    |                   |                 | Medalha de bronze | Medalha de prata  |                 | Medalha de ouro   | 4º               |
| 2007 | Campeonato Mundial de Ginástica Rítmica | Medalha de bronze | Medalha de ouro | Medalha de prata  | Medalha de ouro   |                 | Medalha de ouro   |                  |
| 2008 | Memorial Oxana Kostina                  |                   |                 | Medalha de prata  |                   |                 | Medalha de prata  | 7º               |
| 2008 | Campeonato Europeu de Ginástica Rítmica | Medalha de bronze |                 |                   |                   |                 |                   |                  |
| 2008 | Jogos Olímpicos                         | 4º                |                 |                   |                   |                 |                   |                  |
| 2008 | Copa do Mundo - Benidorm                |                   |                 | Medalha de prata  | 8º                |                 | Medalha de bronze | 5º               |
| 2009 | Campeonato Europeu de Ginástica Rítmica |                   | Medalha de ouro |                   |                   | 4º              |                   |                  |
| 2009 | Campeonato Mundial de Ginástica Rítmica |                   | Medalha de ouro |                   |                   |                 |                   | 6º               |